# U-Bahnhof Alt-Tegel

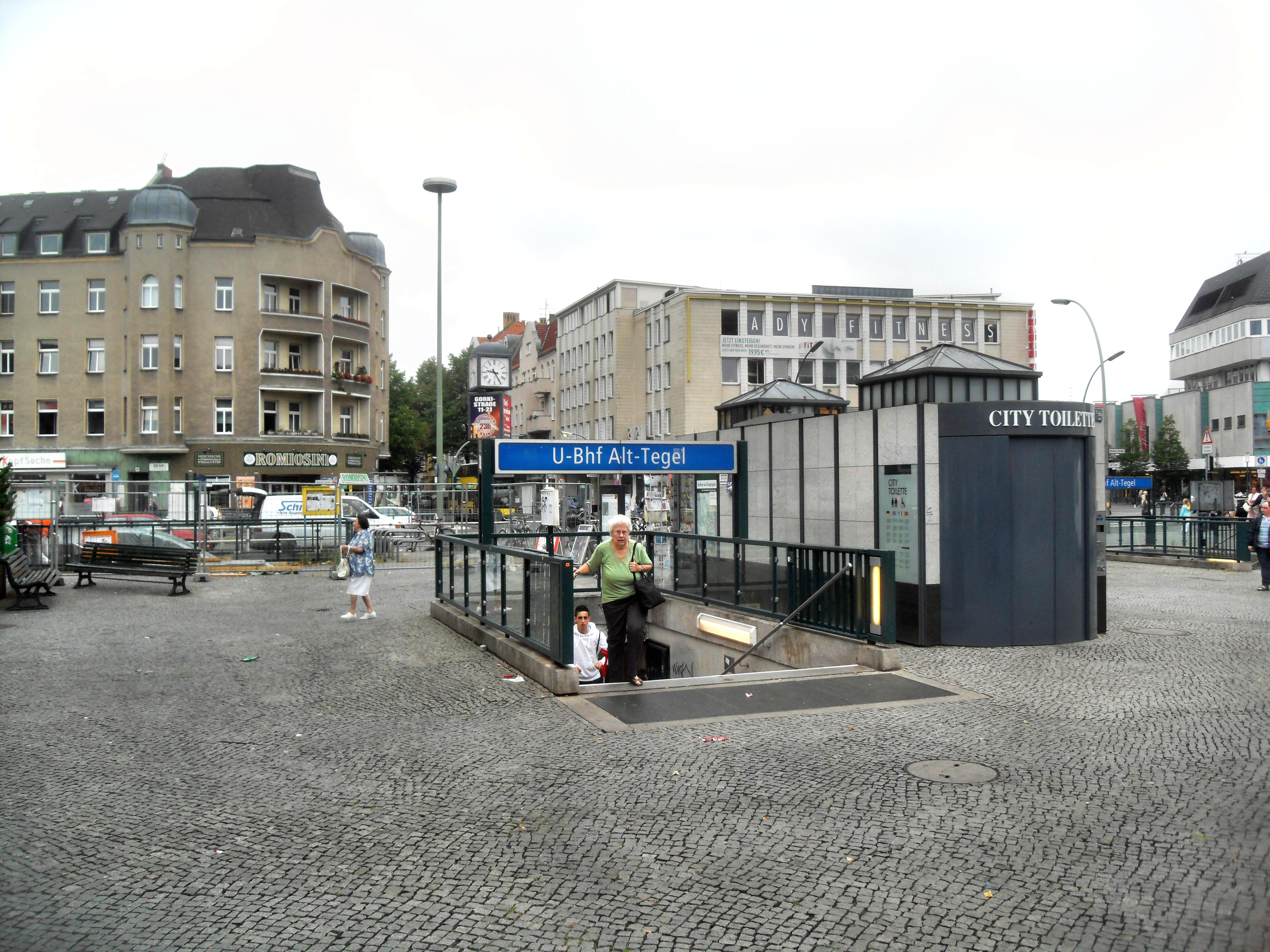
Nordwestlicher Bahnhofseingang in der Straße Alt-Tegel

Der U-Bahnhof Alt-Tegel ist eine Station der U-Bahn-Linie U6 im Berliner Ortsteil Tegel des Bezirks Reinickendorf. Er liegt unter der Straßenkreuzung Alt-Tegel/Berliner-/Bernstorff-/Gorkistraße und wurde am 31. Mai 1958 als U-Bahnhof Tegel eröffnet.

## Geschichte

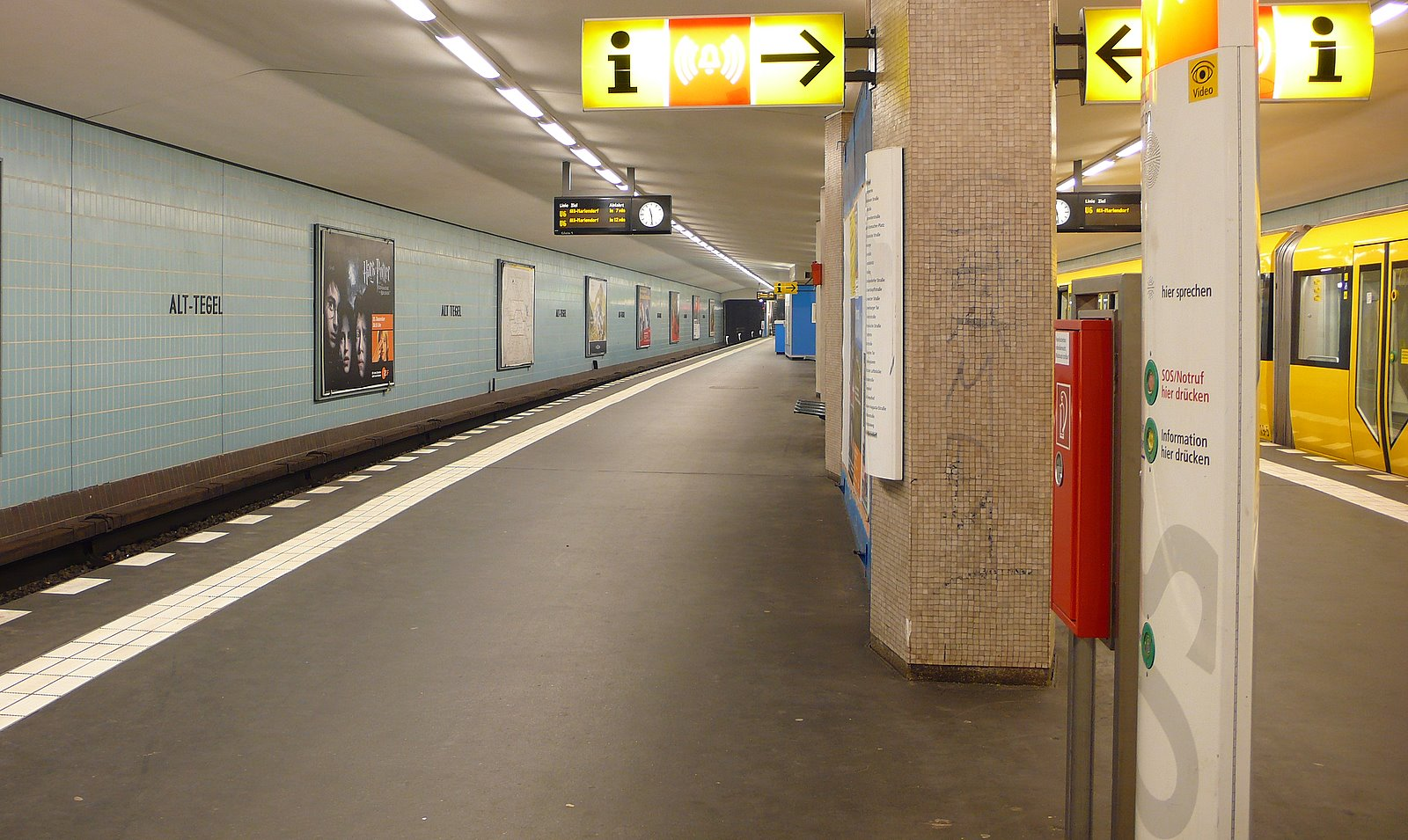
U-Bahnhof Alt-Tegel

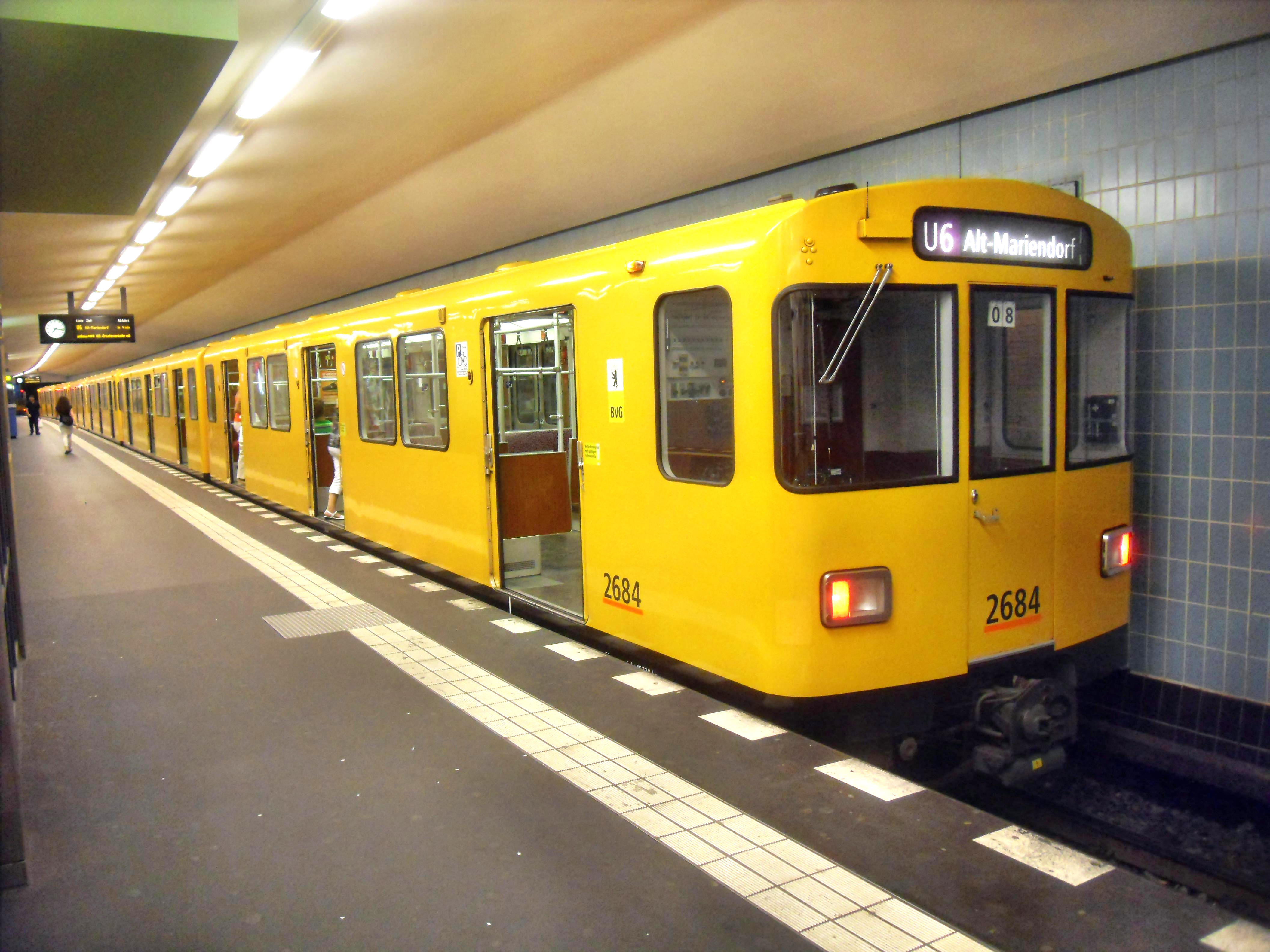
U-Bahn der BVG-Baureihe F im U-Bahnhof Alt-Tegel

Bereits in den 1920er Jahren gab es Pläne seitens der Stadt Berlin, die neu gebaute Nord-Süd-U-Bahn bis in den nördlichen Wedding, gar bis Tegel zu verlängern. Erste Bauarbeiten für eine Verlängerung fanden noch im Jahr 1929 in der Müllerstraße statt. Aufgrund der baldigen Weltwirtschaftskrise und den daraus folgenden finanziellen Konsequenzen für die Stadt Berlin ließ diese die Arbeiten einstellen. Es entstand ein etwa 400 Meter langer Rohbautunnel.
Nach dem Zweiten Weltkrieg plante die Berliner Verwaltung einen massiven Ausbau der Berliner U-Bahn. Zu den ersten neuen Strecken sollte auch die Linie C gehören, die seinerzeit von der Neuköllner Grenzallee kommend an der Seestraße endete. Der erste feierliche Rammschlag für eine Strecke Seestraße – Tegel fand am 26. Oktober 1953 statt, die Verlängerung sollten in zwei Etappen realisiert werden. Zuerst war der Abschnitt Seestraße – Kurt-Schumacher-Platz in Bau, danach folgte der teils oberirdische Abschnitt Kurt-Schumacher-Platz – Tegel. Der zweite Abschnitt beinhaltete die Bahnhöfe Scharnweberstraße (oberirdisch), Seidelstraße (jetzt: Otisstraße, oberirdisch), Holzhauser Straße (oberirdisch), Borsigwerke (unterirdisch) und als Endstation Tegel, die ebenfalls unterirdisch war.
Den U-Bahnhof Tegel, als Endstation konzipiert, entwarf der Architekt Bruno Grimmek. Er gestaltete den Bahnhof schlicht und nüchtern, die Bahnsteigwände erhielten hellblaue Keramikfliesen. Die auf dem asphaltierten, 110 Meter langen Mittelbahnsteig stehenden Stützen gestaltete Grimmek mit sandfarbenen, kleinen Mosaiksteinen. Wie alle unterirdischen Bahnhöfe der beiden neuen Streckenabschnitte erhielt auch der U-Bahnhof Tegel eine zur Mitte hin schräge Schmetterlingsdecke. Zwei Vorhallen, jeweils eine in nördlicher und eine in südlicher Richtung, dienen der Verteilung der Fahrgäste auf die sechs Ausgänge. Um die Aufgaben eines hohen Taktverkehrs als Endstation erfüllen zu können, erhielt der Bahnhof außerdem eine sich anschließende viergleisige Kehranlage.
Während die Eröffnung des ersten Streckenabschnittes Seestraße – Kurt-Schumacher-Platz am 23. April 1956 gefeiert wurde, fand die Einweihung der zweiten Bauetappe inklusive der Eröffnung des Bahnhofs Tegel durch den damaligen West-Berliner Regierenden Bürgermeisters Willy Brandt am 31. Mai 1958 statt. Seitdem bestand im Norden Berlins nun eine weitere Umsteigebeziehung zwischen U- und S-Bahn, der S-Bahnhof Berlin-Tegel liegt etwa 400 Meter weit entfernt.
Entgegen vieler Erwartungen entwickelte sich der nördliche Abschnitt der Linien fahrgasttechnisch äußerst positiv. Besonders der Ausflugsverkehr an den Wochenenden nahm stetig zu, woran besonders die Teilung Berlins zu erkennen ist, da West-Berliner nun nicht mehr zu dem früher auch besuchten Strandbad im Ost-Berliner Ortsteil Grünau gelangen konnten.
In der weiteren Geschichte des U-Bahnhofs Tegel geschah kaum etwas. Ab 1984 bestand keine Umsteigemöglichkeit mehr zu der ab damals durch die BVG betriebene S-Bahn. Erst ab 1995 war dies möglich, der S-Bahnhof Tegel war nun Endbahnhof. Kurz zuvor allerdings, zum 31. Mai 1992, erhielt der Bahnhof Tegel im Rahmen eines Umbenennungsprogramms mehrerer West-Berliner U-Bahnhöfe den neuen Namen Alt-Tegel. Die genauen Beweggründe, dem Bahnhof diesen Namen zu geben, sind nicht bekannt, möglicherweise sollte dies als Unterscheidung zum gleichnamigen S-Bahnhof sein, der damals gar nicht in Betrieb war.
Anfang 2006 beauftragten die Berliner Verkehrsbetriebe Baufirmen mit ersten Arbeiten für die Errichtung eines Aufzugs. Im Oktober 2006 war eine Aufzugsanlage direkt vom Bahnsteig zur Berliner Straße fertiggestellt. Damit besitzt nun auch die nördliche Endstation der U6 als zwölfter Bahnhof der Nord-Süd-Linie einen Aufzug.
Der mittlere der drei Ausgänge im Bereich der Straße Alt-Tegel wurde am 13. Juni 2020 dauerhaft geschlossen. Er wird zunächst zurückgebaut und mittels eines Betondeckels verschlossen. Der dabei entstehende Raum sollte ab 2021 das erneuerte Gleichrichterwerk aufnehmen. Dessen alter Standort wird dann teilweise genutzt, um den Ausgang in Richtung der Bushaltestellen zu verbreitern.
Im Zuge der Grundsanierung und -instandsetzung des Streckenabschnittes zwischen Kurt-Schumacher-Platz und Alt-Tegel ab Februar 2023 ist auch eine Sanierung des Bahnhofs vorgesehen.

## Anbindung
| Linie | Verlauf |
| ----- | --- |
|       | Alt-Tegel – Borsigwerke – Holzhauser Straße – Otisstraße – Scharnweberstraße – Kurt-Schumacher-Platz – Afrikanische Straße – Rehberge – Seestraße – Leopoldplatz – Wedding – Reinickendorfer Straße – Schwartzkopffstraße – Naturkundemuseum – Oranienburger Tor – Friedrichstraße – Unter den Linden – Stadtmitte – Kochstraße – Hallesches Tor – Mehringdamm – Platz der Luftbrücke – Paradestraße – Tempelhof – Alt-Tempelhof – Kaiserin-Augusta-Straße – Ullsteinstraße – Westphalweg – Alt-Mariendorf |

Am U-Bahnhof bestehen direkte Umsteigemöglichkeiten zu den Buslinien 124, 125, 133, 220 und 222, sowie den Nachtbuslinien N6, N22, N24, N25 und N33 der BVG. In rund 400 Metern Entfernung befindet sich der S-Bahnhof Tegel, den die S-Bahn-Linie S25 bedient.